# Antoine Baumé
Antoine Baumé (Senlis, 26 de febrero de 1728 - París, 15 de octubre de 1804) fue un químico francés.

## Biografía
Fue alumno de Claude Joseph Geoffroy y en 1752 entró en la Escuela de Farmacia como profesor de química. Se retiró en 1780 para dedicarse a sus propias investigaciones, pero tuvo que volver a su anterior actividad, ya que se arruinó tras la Revolución francesa.
Perfeccionó la porcelana y desarrolló nuevos métodos para fabricar amoníaco, carbón y salitre, e inventó un densímetro que lleva su nombre.
Entre sus libros más importantes destacan Éléments de pharmacie théorique et pratique (1762) y Chimie expérimentale et raisonée (1773)

## Otras publicaciones
1. Dissertation sur l'æther: dans laquelle on examine les différens produits du mêlange de l'esprit de vin avec les acides minéraux. Ed. Jean-Thomas Hérissant, 1757, 332 pp. en línea
2. Manuel de chymie, ou Exposé des opérations de la chymie et de leurs produits, vol. 1766. Ed. P. F. Didot le jeune, 2ª ed. 501 pp. en línea
3. Chymie expérimentale et raisonnée. Volumen 1. Ed. P. F. Didot le jeune, 1773 en línea
4. Chymie expérimentale et raisonnée. Volumen 2. Ed. P. F. Didot le jeune, 1773 en línea
5. Chymie expérimentale et raisonnée. Volumen 3. Ed. P. F. Didot le jeune, 1773 en línea
6. Mémoire sur la meilleure manière de construire les alambics et fourneaux. Ed. P. F. Didot le jeune, 1778, 128 pp. en línea
7. Eléments de pharmacie théorique et pratique. Ed. C.N. Guillon-d'Assas, 1795, 7ª ed. 835 pp. en línea (9 ediciones, de 1762 a 1818)
8. Mémoires sur les argiles, 1796
9. Mémoire sur les marrons d'Inde : Dans lequel on expose les Moyens d'en tirer de la Farine propre à faire du Pain salubre, et une nourriture agréable pour l'Homme et pour les animaux domestiques; ainsi que plusieurs Procédés pour faire, avec l'Amidon de ce Fruit, une bonne Poudre à poudrer. 1797, 92 pp. en línea

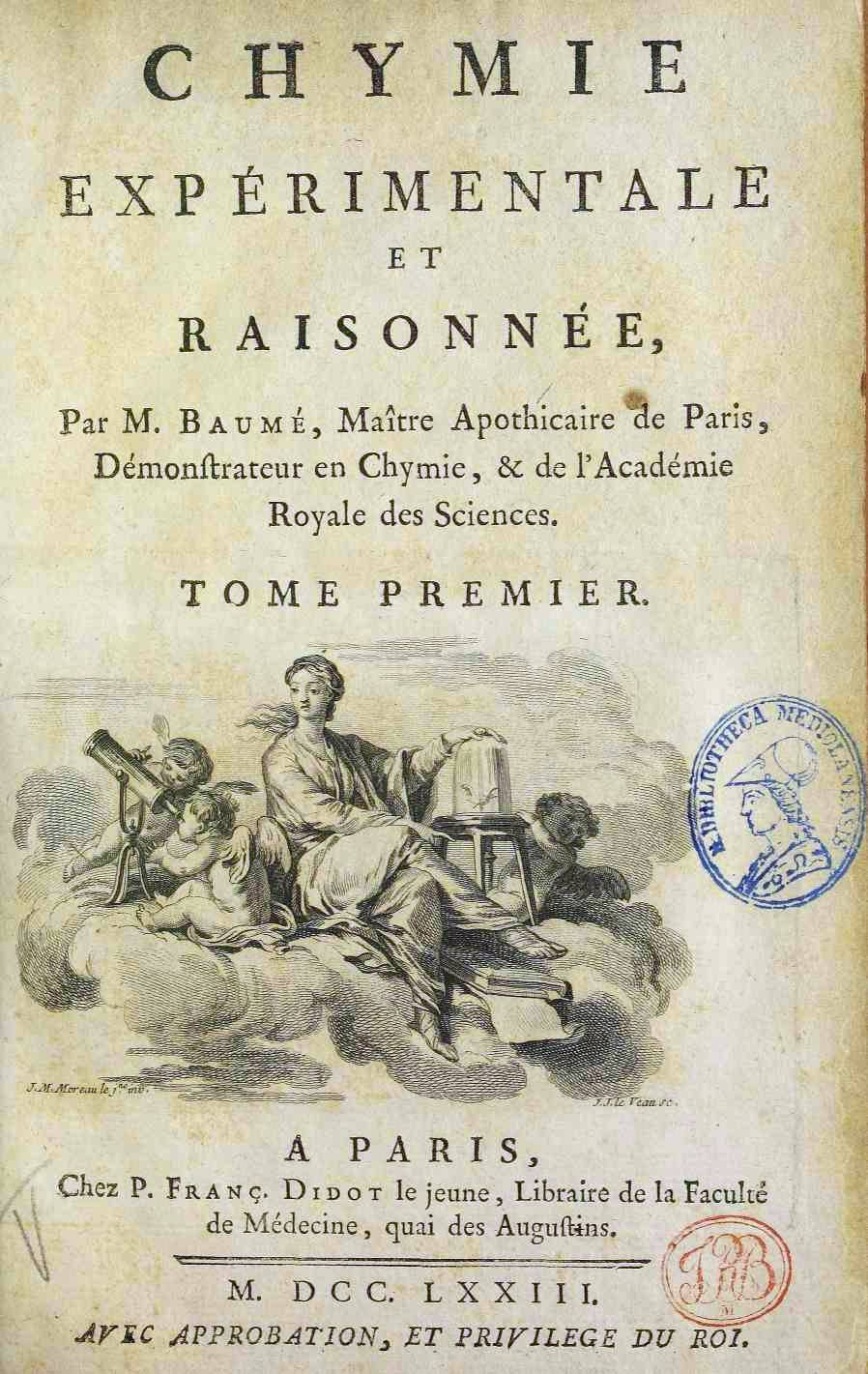
Chymie expérimentale et raisonnée, vol. 1, 1773

## Honores
- En 1773 se convirtió en miembro de la Academia de las Ciencias, donde será pensionado en 1785.